# Жар-птиці
«Жар-птиці» — четвертий студійний альбом українського вокального дуету «Сестри Тельнюк», який було презентовано 2002 року.

## Композиції
1. Жар-птиці
2. Листя
3. Яблуневоцвітно
4. Ти — вітер
5. І тоді…
6. Межа
7. Небо
8. Чекай на мене
9. Не женися на багатій
10. Жар-птиці (версія II)